# إدريس الواثق

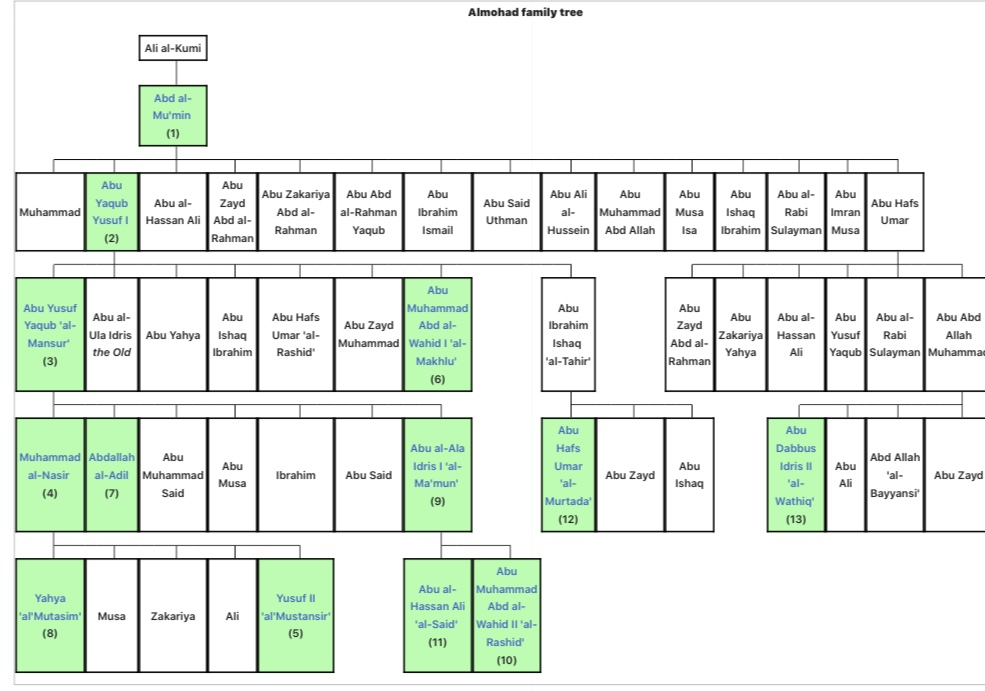
سلالة الموحدين

أبو العلا الواثق بالله إدريس بن محمد بن أبي عبد الله محمد بن أبي حفص بن عبد المؤمن المعروف بأبي دبوس (حكم من سنة 1266 م إلى مقتله سنة 1269 م)، هو آخر خلفاء دولة الموحدين قبل انهيارها وقيام دولة بني مرين على أنقاضها.
أوْرَدَ ابن أبي زرع في وصف خِلقته أنه «أبيض اللون، أزرق العين [فأمه كانت جارية إسبانية]، طويل اللحية، طويل القامة، بطل شجاع داهية مقدام في الأمور.»

## مقتله
في أواخر سنة 667 هـ (1269 م) سار الواثق من مراكش لقتال بني مرين بقيادة أبي يوسف يعقوب بن عبد الحق، فالتقى الجمعان في وادي غفّو بين فاس ومراكش، فهُزم الموحدون بعد معركة شديدة، وقُتل منهم عدد جم، في مقدمتهم الواثق، فصارت الطرق مفتوحة أمام المرينيين إلى مراكش، التي دخلوها في 9 محرم سنة 668 هـ، وتسمى أبو يوسف بأمير المسلمين، وبذلك انتهت دولة الموحدين في المغرب.

## أنظر أيضا
- فتح توات وقورارة (1266)
- معركة العقاب

| سبقه عمر المرتضى | الخلافة الموحدية 1269-1266 | تبعه إنتقلت الخلافة إلى بنو مرين |